# Institut Périmètre de physique théorique
L'institut Périmètre de physique théorique est un institut de recherche indépendant spécialisé dans l'étude de la physique théorique situé à Waterloo, au Canada.

## Histoire
En 1999, Mike Lazaridis, fondateur et codirecteur général de Research In Motion, a investi 150 millions CAD pour établir le PI. À l'automne 2001, le PI lance officiellement ses opérations de recherche.
En 2008, l'institut compte 60 chercheurs-résidents œuvrant à plein temps. De plus, le programme d'invités a permis au PI d'accueillir chaque année des centaines de chercheurs internationaux à des fins de collaboration et d'ateliers. 
En octobre 2008, l'institut a mis en ligne une série d'articles touchant à des sujets pointus de l'heure, sujets qui intéressent ses chercheurs, : 
- la cosmologie ;
- les structures quantiques ;
- la physique des particules ;
- la gravité quantique ;
- la théorie de l'information quantique ;
- la théorie des supercordes.